# Gunar Kirchbach
Gunar Kirchbach (Bad Saarow, Brandemburgo, 12 de outubro de 1971) é um velocista alemão na modalidade de canoagem.
Foi vencedor da medalha de Ouro em C-2 1000 m em Atlanta 1996 junto com o seu companheiro de equipe Andreas Dittmer.